# Le Cycle des magiciens

Le cycle des magiciens (Wizards of Mickey en VO) est une série de bandes dessinées italienne introduisant les personnages de l'univers Disney (Mickey Donald, Dingo, &c.) dans un univers de fantasy où les héros sont des magiciens. La série a été publiée dans Topolino en Italie à partir de 2006 et dans Mickey Parade Géant à partir de 2007 en France.
Elle se déroule sur trois cycles divisés en saisons. Le premier cycle (saison 1 à 6) a été publié entre 2006 et 2013 dans Topolino, le second entre 2015 et 2019 (saisons 7 à 12 + saison 0) et le troisième entre 2019 et 2022 (saisons 13 et 14). Une histoire spéciale intitulée Il Seminatore de Discordie a été publiée en août 2023. En France les saisons 1 à 14 ont été publiées dans Mickey Parade Géant entre avril 2007 et été 2020. Dans la version française la série n'adopte pas la délimitation en cycles et est séparée en 14 saisons, appelées "Les Origines", "L'Âge Obscur", "Le Mal Ancien", "Le Nouveau Monde", "La Lémurie", "L'Héritage", "Monde Montagne", "Aurora", "Magicraft", "Obéron", "L'Arène", "Destinée", "Nouvelles Mésaventures" et "Le Royaume Interdit". Des préquels sur la vie et les aventures des personnages avant le premier cycle sont également apparus sous le nom "Le Cycle des Magiciens: Les Légendes Perdues" (saison 0).

## Réalisation

### Scénario
- Stefano Ambrosio (saison 1 à 5) (34 chapitres)
- Matteo Venerus (saison 6 à 13) (21 chapitres)
- Luca Barbieri (saison 14) (10 chapitres + chapitre bonus en 2023)
- M. Muzzolini (saison 0) (3 chapitres)
- Gabriele Panini (histoires courtes + le cycle de Pat)

### Dessins
- Lorenzo Pastrovicchio (saison 1 à 6 + 14) (dessine le premier chapitre de la série et une grande partie des suivants. Il est le dessinateur ayant dessiné le plus de chapitres - 28, dont les 10 de la saison 14 en collaboration avec Alessandro Pastrovicchio)
- Alessandro Pastrovicchio (saison 1 à 3+14) (14 chapitres, donc 10 de la saison 14 en collaboration avec Lorenzo Pastrovicchio.
- Roberto Marini (saison 7,8,9,10,11,12) (14 chapitres)

Les autres dessinateurs travaillent sur la série de manière plus épisodique:  
- Marco Gervasio (saison 1) (2 chapitres)
- Marco Palazzi (saison 1,2,0 + chapitre bonus Il seminatore de discordie) (5 chapitres)
- Alessandro Perina (saison 1,2,6,0) (7 chapitres)
- Marco Mazzarello (saison 1) (1 chapitre)
- Vitale Mangiatordi (saison 2) (2 chapitres)
- Roberto Vian (saison 2,0) (2 chapitres)
- Francisco D'Ippolito (saison 2) (1 chapitre) + Le Cycle de Pat
- Valerio Held (histoires courtes)
- Emmanuele Baccinelli (saison 13) (3 chapitres)

## Synopsis
Dans des temps reculés, les magiciens Donald, Mickey et Dingo forment la Team "Wizards of Mickey" et Daisy, Clarabelle et Minnie, la Team "Lune de diamant". Dans la saison 1, leur but est d'arrêter le fantôme noir et de gagner le tournoi des sorciers pour récupérer la grande couronne, ce qui est réalisé par Mickey, qui grâce à elle transforme le fantôme noir en ombre.
Malheureusement, dans la saison 2, on apprend qu'il est toujours là mais sous la forme d'une ombre et se fait passer pour le gardien de la grande couronne. Grâce à ce stratagème, il parvient à manipuler Mickey et le pousse à renier ses amis de toujours. En brisant la grande couronne, Mickey libère les dragons du passé qui tentent de conquérir le monde. Ils sont vaincus par nos héros, mais le fantôme noir revient à la charge. Ses plans seront à nouveau contrecarrés par Mickey et ses amis.
Dans la saison 3, ils doivent arrêter une révolte de paysans et Mirmidon l'antique, créature à l'apparence d'une araignée, qui cherche à réunir le pouvoir des diamagiques pour lui seul, car les cristaux sont ses œufs. La guilde des diaphanes apparait dans ce chapitre afin de réveiller le monstre, en attendant de lui une aide conséquente. Le sorcier suprême, revenu de son expedition dans le monde des neiges (sous l'oasis du chapitre 1) va calmer la mère des diamagiques et l'emmener avec lui loin d'ici, là où vivent ses confrères. Pendant ce temps, Mickey va faire équipe avec le fantôme de Dredking pour faire revenir les Dragons, qui ont disparu avec l'arrivée d'un froid glacial soudain.
Dans la saison 4, les Wizards of Mickey et les Lunes de Diamant vont établir une carte du monde sous les ordres de maitre Nereus. Le Fantôme Noir revient une énième fois avec une armée de Goulbads et de lions mystiques, porteurs de Diamagiques, jetés par les sorciers. Filament et Mickey découvrent au même moment que, même si le départ de Mirmidon a causé la fin de l'ère de la magie, les diamagiques sont toujours utilisables en les faisant éclore et révéler l'insecte magique qu'ils renferment (les Doomspiders). Finalement, Mickey et Minnie se retrouvent seuls contre le Fantôme Noir, qui est retransformé en humain et jeté en prison grâce à une alliance avec le chef déchu des Goulbads. Donald et Dingo quittent l'équipe, l'un pour aider son Oncle à polir ses pièces et l'autre pour secourir sa famille. Les deux sont remplacés par Minnie et Popop.
Dans la saison 5, l'équipe des Wizards of Mickey se reforme pour empêcher les terribles guerriers de la Lémurie de s'en prendre aux dragons, leurs créateurs.
Dans la saison 6, les trois héros combattent chacun des pouvoirs et plans maléfiques que le Fantôme Noir a laissé derrière lui comme héritage. 
Dans la saison 7, Mickey et ses amis affrontent le Teraxus, créature piégée dans le Monde Montagne qui se libère à la suite des imprudences d'un nain cupide. Dans la saison 8 une prophétie portant sur un dragon magique érige Pat Hibulaire en roi dragon et sauveur du monde. Mais Pat Hibulaire n'a fait que profiter de la prophétie par un sortilège. Le vrai dragon magique, Ylong, fait son apparition et démontre la supercherie. C'est dans cette saison qu'est découvert l'Aurillium, l'élément magique omniprésent qui donne au monde et aux magiciens leur magie. 
Dans la saison 9 Mickey s'allie avec tous ses amis et ses ennemis pour vaincre le Despote qui entend détruire le monde avec l'aide de ses Morgrims et ses Néantomanciens. On découvre que le Despote est l'ancien maître de Fantôme Noir, qui est également l'un des Néantomanciens. Mickey décide de le libérer de la prison dimensionnelle dans laquelle il est depuis la fin de la saison 6 pour qu'il aide nos amis à vaincre le Despote. Ceci fait, Fantôme Noir tente de s'emparer du sceptre d'Aurillium et devenir le nouveau maître du monde, mais le pacte d'amitié  effectué avec Mickey l'en empêche. Fantôme Noir disparaît avant de dire à Mickey "tu m'as donné une âme, et pour cela je ne te pardonnerai jamais". 
Dans la saison 10 les magiciens décident de ne plus utiliser les Doomspiders et de les libérer dans la nature. Pour trouver d'autres sources de magie, ils se rendent au royaume des elfes, Obéron. Mais l'arbre d'Obéron est en train de se faire dominer par les ténèbres. Les Wizards of Mickey parviennent à le sauver en s'alliant avec les elfes, les fées et les gnomes. L'arbre d'Obéron purifié est déplacé pour être planté à côté de la nouvelle académie de magie construite par les magiciens. À partir de cette saison les Diamagiques ne sont plus utilisés comme source primaire de magie pour les magiciens, qui useront désormais de l'Aurillium pur pour créer des sorts personnalisés dans les saisons suivantes. 
Dans la saison 11 les Wizards of Mickey sont amenés par le trio des Tricksters dans l'arène d'Horos, un être légendaire, pour être entraînés à combattre le Mal. Dans la saison 12 Mickey et ses amis vivent une aventure onirique qui place sur leur route Relich, qui représente l'Ombre sous forme de matière.
Dans la saison 13 la magie a disparu, les Wizards of Mickey tentent d'empêcher la société de s'écrouler à la suite de cet évènement. Il n'y a plus de magie car une comète d'Aurillium aurait dû déposer un morceau d'elle-même sur un monolithe pour recharger la magie mais ceci ne s'est pas produit. Mickey et ses amis tentent de recharger le monolithe avec le pouvoir mythique (qui s'obtient par les efforts fournis sans magie) ; lors de leur arrivée au monolithe ils sont récompensés par Luma, fée qui pilote la comète dans l'espace. Dans cette saison apparaissent également le Fantôme Blanc et le Fantôme Gris, parts "gentilles" et grises (mauvais sans conviction) du Fantôme Noir qui ont été séparées de lui.
Dans la saison 14, la prophétie de Nibiru annonce qu'un magicien sera le héraut de la destruction qui annihilera le monde. Selon Néréus et Ormen il s'agit de Mickey, il est donc capturé préventivement sur l'Exîle, une île protégée par divers obstacles magiques. Dingo, Donald et l'équipe Lune de Diamant tentent de leur venir en aide, mais les juges du monde des magiciens indiquent que Mickey doit respecter la loi. Dingo et Daisy se rendent donc auprès des avocats suprêmes pour demander une révision de la décision, tandis que Donald et Fafnir vont essayer d'utiliser la manière forte pour libérer Mickey de l'Exîle. Donald va, pour augmenter ses capacités, dérober une armure robotique des guerriers dragons avec l'aval de Zéphren, Zoron et Zaïus. Pendant ce temps Garma de l'équipe Mésaventure, avec l'aide de Pat Hibulaire, envoie à Mickey une lettre comportant le sceau de Néréus, Mickey en déduit donc qu’il est le héraut de la destruction. Garma est en fait l'ancienne élève de Astarion, magicien ami de Nebiru, qui a voulu mettre en garde les magiciens sur ce qui arriverait si la magie était trop utilisée: en effet, pour user de la magie les magiciens se servent dans les autres dimensions, mais mais terme ça risque de détruire toutes les dimensions y compris la leur. Nebiru n'a pas écouté l'avertissement de Astarion et l'a enfermé dans un miroir portail. Garma tente de reformer le miroir brisé pour retrouver Astarion. Donald et son nouvel allié Ratinius libèrent Mickey de l'Exîle. Alors que Spokkius, ancien élève de Nebiru libéré de prison parle avec 
Néreus, Mickey surprend leur conversation. Ils lui révèlent que le héraut de la destruction est le premier magicien à avoir lancé un sortilège depuis l'arrivée de la magie suprême. Ce magicien est Donald, donc Mickey pense qu'il est le héraut, tandis que Spokkius pense qu'il s'agit de Garma, qui souhaite venger son ancien maître. Mickey retrouve Donald et les autres, qui sont menacés par les Avocats Suprêmes ; un affrontement s'ensuit. Astarion parvient à sortir du miroir et possède Donald. Il explique que l'utilisation des Diamagiques, l'excavation des Doomspiders de la cave de Mirmidon (saison 3) ou l'utilisation de l'Aurillium via le Teraxus (saison 7) n'ont été que des sursis et que la magie risque de disparaître. Donald se libère de l'emprise de Antarion grâce à Daisy, puis Garma utilise le miroir pour se retrouver auprès de Antarion sur le champ de bataille. Ce faisant, elle libère par inadvertance Grozhan, le destructeur de mondes. Donald et Antarion s'allient pour le battre. Grozhan est vaincu, puis Garma décide de suivre Antarion dans le miroir, portail entre les dimensions.

## Chapitres

### Les Légendes Perdues (saison 0)
- 1. Le dragon d'or
- 2. Le château de l'oubli
- 3. Âme, trame, drame

### Saison 1 - Les origines
- 1. Le grand tournoi
- 2. Le Marais des Dolmens
- 3. Le secret de la grande couronne
- 4. Lune de Diamant
- 5. Le Puits des Dragons
- 6. Des sorcières au palais
- 7. Le dragon de fer
- 8. Les chasseurs de monstres
- 9. Le retour du Fantôme Noir
- 10. Le Sorcier Suprême

### Saison 2 - L'âge obscur
- 1. Le tournoi des sorciers de l'ombre
- 2. La grande trahison
- 3. Le jour sans soleil
- 4. La fureur des dragons
- 5. Le Labyrinthe des Cascades
- 6. Les clés ensorcelées
- 7. Les gardiens des ténèbres
- 8. Le bastion du dragon
- 9. Les cornes d'Oggoth
- 10. Retour à la maison

### Saison 3 - Le mal ancien
- 1. La guerre infinie
- 2. Le mystère du dormeur
- 3. Titans de Glace
- 4. La fournaise des abysses
- 5. Une ère s'achève
- 6. L'aube d'un nouveau monde

### Saison 4 - Le nouveau monde
- 1. Le Maître des Mers
- 2. La Crypte des Cent Lions
- 3. Les ombres attaquent
- 4. Le royaume souterrain (première partie)
- 5. Le royaume souterrain (deuxième partie)

### Saison 5 - La Lémurie
- 1. Menace Souterraine
- 2. Les guerriers de fer
- 3. Atout cœur

### Saison 6 - L'héritage
- 1. L'armée de la nuit
- 2. Les gardiens de la mémoire
- 3. L'étendard ancestral
- 4. Le maître de la magie

### Saison 7 - Monde-montagne
- 1. Monde-Montagne (première partie)
- 2. Monde-Montagne (deuxième partie)

### Saison 8 - Aurora
- 1. Par-delà le Grand Bouclier
- 2. Le maître du dragon

### Saison 9 - Magicraft
- 1. Magicraft (chapitre 1)
- 2. Magicraft (chapitre 2)
- 3. Magicraft (chapitre 3)
- 4. Magicraft (chapitre 4)

### Saison 10 - Obéron
- 1. Obéron (première partie)
- 2. Obéron (seconde partie)

### Saison 11 - L'arène
- 1. L'arène (première partie)
- 2. L'arène (seconde partie)

### Saison 12 - Destinée
- 1. Destinée (première partie)
- 2. Destinée (seconde partie)

### Saison 13 - Nouvelles mésaventures
- 1. Black-out
- 2. L'espoir immaculé
- 3. Le pouvoir de la réalité
- 4. La réalité du pouvoir

### Saison 14 - Le royaume interdit
- 1. La sombre prophétie
- 2. Les forges de la montagne de feu
- 3. Le plus de la vérité
- 4. Le secret du pic venteux
- 5. Les abysses de Kravarhas
- 6. Ratinius le retors
- 7. La grande Mickeyvasion
- 8. Le hérault de la destruction
- 9. Le choc des titans !
- 10. Le destin d'un héros
- HS. Il seminatore de discordie (le fauteur de troubles) (2023 - inédit en France)

### Bonus - Histoires courtes
- La vie de Famille
- À quoi servent les méchants?
- Allumer le Feu
- La colère de Minnie
- Allez, les supporters!
- Le Cycle de Pat: Le baladin pas malin
- Le cycle de Pat Le Diamagique de la tour de glace
- Le cycle de Pat: L'amulette de la discorde
- Le cycle de Pat: Un petit tour en bateau
- Le cycle de Pat: Une allergie au poil

## Personnages

### Héros et affiliés
- Mickey Mouse : Héros de l'histoire, il décide de quitter son village à la suite d'une mésaventure avec Pat Hubulaire et part à la recherche de son maître, Il fera équipe avec Donald et Dingo pour participer au Tournoi des magiciens.
- Donald Duck : Compagnon de Mickey, il est accompagné d'un dragonnet nommé Fafnir, magicien peu doué (ses sorts font effets longtemps après avoir été lancés, ou ont des effets différents de ceux désirés) il essaye de trouver un moyen de rembourser son oncle Picsou.
- Dingo : Compagnon de Mickey et Donald, bien que doué en magie il désire faire autre chose et cherche sa voie. Il refuse systématiquement de faire appel à la magie pour résoudre un problème et préférera utiliser d'autres approches (médecine à base de plantes, construction mécanique).
- Le Dragon de Fer: C'est un robot géant qui permet aux Wizards of Mickey de se déplacer dans le ciel.
- Nereus : Le maître de Mickey, il lui confie le village avant de partir et se fait capturer par le Fantôme Noir.
- Fafnir : Ce petit dragon est l'animal de compagnie de Donald et a tendance à cracher du feu sur Donald au grand désespoir de celui-ci.
- Pluto : Chien fidèle de Mickey, il peut se transformer en loup-garou quand son maître est en danger.
- Minnie Mouse : Princesse d'un royaume dont les habitants ont été changés en pierre. Elle est le chef de l'équipe Lune de Diamants composée de Daisy et de Clarabelle.
- Daisy Duck : Amie de Minnie et membre des Lune de Diamants, elle est accompagnée d'un chat.
- Clarabelle : Amie de Minnie et membre des Lune de Diamants, elle peut voir l'avenir dans sa boule de cristal mais ne leur fait savoir qu'une fois qu'il s'est réalisé.
- Zefren : Dragon membre et leader des Magma Fire, ses écailles sont de couleur rouge.
- Zoron : Dragon membre des Magma Fire et frère de Zefren, ses écailles sont de couleur jaune.
- Zaius : Dragon membre des Magma Fire et frère de Zefren et Zoron, ses écailles sont de couleur bleue.
- Le Vénérable Ormen : Roi des dragons et le plus vieux d'entre eux, il possède d’impressionnant pouvoirs
- Popop: Cousin de Donald Duck, il tenait l'auberge du sorcier Ramingo dans le désert avant de remplacer un membre des Wizards of Mickey.
- Géo Trouvetou: Inventeur génial, il est aidé par les Wizards of Mickey à trouver une solution pour réutiliser les diamagiques après le départ de Mirmidon.
- Turbo: Turbo est le messager du tournoi, il apporte la carte du château où se déroule les joutes.
- Le Super-Guerrier Mékabot: Il est le résultat de l'assemblage des 5 éléments de la grande armure.
- Ylong: Dragon légendaire fait d'Aurillium ayant pour but de veiller sur l'univers avec ses semblables.
- Luma : esprit vivant dans la comète d'Aurillium.
- Ratinius: magicien qui peut apposer des sceaux magiques capables d'assujettir n'importe quelle créature qu'elle que soit sa taille. Il aide Donald à libérer Mickey de prison.

### Ennemis
- Le Fantôme noir : Ennemi de Mickey et de Nerus, il cherche à obtenir le pouvoir des diamagiques et pour cela capture Nereus. Il n'est ici jamais vêtu de son suaire noir.
- Roknar : Le fidèle dragon du Fantôme noir.
- Ugrun: Il est le chef de l'armée des orques-fouines. Comme eux, il n'est pas très intelligent.
- Les Robots Warlock: Ils se nomment Xius, Zulf et Yron. Ils fabriquent des créatures mécaniques à usage militaire, et peuvent s'assembler pour créer le "Robot Warlock Géant".
- Pat Hibulaire : Homme de main du Fantôme noir, il fait équipe avec les frères Rapetou.
- Les Rapetou : Hommes de main du Fantôme noir, ils font équipe avec Pat Hibulaire. Ils disposent d'une cape d'invisibilité.
- Miss Tick : Elle est ici apprenti sorcière, possède toujours son fameux corbeau Algorab et fait partie de l'équipe Mésaventure. Neraja est sa rivale de toujours.
- Neraja: À l'instar de Miss Tick, cette sorcière fait partie de l'équipe Mésaventure et est sa rivale. Son animal de compagnie est un loup, Fenris.
- Garma: Garma est la chef de l'équipe Mésaventure, elle voue sa vie à faire le malheur des gens. On apprend dans la saison 14 qu'elle est l'ancienne apprentie d'Antarion.
- Dredking : Ancien dragon ayant dominé le monde, il cherche à le reconquérir. Il possède le diamagique du magma, qui lui donne le pouvoir de réveiller les dragons d'antan.
- Général Hypnor: C'est un ancien dragon très réputé pour son cri, tellement puissant, qu'il fait tomber les murs.
- Général Falcor: C'est un ancien dragon reconnu pour sa vitesse exceptionnelle et sa vue ultra-précise.
- Général Sandor: C'est un ancien dragon qui possède la capacité de se transformer en pierre ou en sable.
- Général Krankus: C'est un ancien dragon qui peut déclencher des tremblements de terre d'un simple coup de pied.
- Pyranar: C'est un ancien dragon possédant la faculté de se déplacer sous l'eau sans perdre le pouvoir de cracher du feu.
- Giko: C'est un ancien dragon qui peut, du fait de sa petite taille, espionner des gens sans être remarqué.
- Le Despote: Personnage maléfique conquérant les différents mondes en les vidant de leurs magies avec l'aide de son armée de morgrims et de ses quatre généraux néantomanciens.
- Néantomancien de la force: Général du Despote vêtu d'une armure de pierre dans laquelle est synthétisée la force.
- Néantomancien de l'astuce: Général du Despote vêtu d'une armure bleu dans laquelle est synthétisée l'astuce et l'intelligence.
- Néantomancien des illusions: Général du Despote vêtu d'une armure de feu avec laquelle il peut créer des illusions pour berner ses adversaires.
- Néantomancien des machinations: Général du Despote dont l'armure est devenue invisible dans laquelle est synthétisée la capacité de créer des complots. Il est en réalité le Fantôme Noir envoyé dans le monde de Mickey pour préparer l'arrivée du Despote.
- Relich: Cette entité vit là où l'ombre se fait matière, et a pour objectif de briser l'équilibre entre l'ombre et la lumière. Il utilise pour cela les Arcanomanciens pour les forcer à travailler dans un atelier qui sert à pousser la magie jusqu'à ses dernières limites.
- Antarion: magicien piégé dans une autre dimension à cause d'un miroir. Il veut mettre en garde les magiciens sur la dangerosité liée à l'utilisation de la magie, qui aspire l'énergie des mondes qui forment l'univers.
- Nébiru: magicien et ami de Antarion qui l'a enfermé dans un miroir. Il est celui qui a lancé la prophétie du héraut de la destruction.
- Grozhan : le destructeur de mondes, qui vit entre les dimensions.

## Les diamagiques
L'histoire tourne autour des diamagiques, des cristaux renfermant de puissants pouvoirs magiques et permettant à celui qui les possède de les utiliser. Le tournoi a pour but d'offrir au gagnant les plus puissants diamagiques. Si tous les diamagiques viennent à être réunis, ils reformeront la couronne du sorcier suprême. Ces diamagiques sont insérés dans les bourdons des magiciens pour pouvoir les utiliser. Dans le nouveau monde (quatrième saison), on découvre que les cristaux sont des œufs de Mirmidon l'Antique, la mère des diamagiques, et renferment des insectes magiques appelés Doomspiders. Au début de Obéron (dixième saison), Mickey et ses amis libèrent les Doomspiders de leurs bourdons, et cessent de facto d'utiliser les Diamagiques. Les magiciens useront désormais de l'Aurillium pur pour créer des sorts personnalisés dans les saisons suivantes.

## Sortilèges
Les Diamagiques permettent de lancer divers sorts plus ou moins puissants. Chaque sort a une formule propre à son pouvoir, composée de trois mots. Les formules à deux mots sont rares mais existent aussi.

### Saison 1
- Lou-Rain-Fouuu: Fait venir de la pluie
- Zar-Win-Taaar: Calme une tempête
- Zar-Fran-Louun: Dématérialisation
- To-Rock-Vaaa: Prison de cailloux
- Ru-Green-Tor: Plantes Grimpantes
- Gre-Tanf-Pu: Sortilège de la puanteur
- Gar-Frog-Diiin: Brume et brouillard
- Zap-Flash-Tuuun: Double éclair en spirale
- Yon-War-Pooool: Donne la vie au guerrier d'une tapisserie
- Kor-Green: Fais pousser des roses aux épines vénéneuses
- Raf-Chomp-Treel: Invoque un nuage de sauterelles
- Ter-Transport: Télétransportation
- Fer-Iron-Tal: Crée une grille de métal
- Our-Zat-Caaage: Fait apparaître une cage mystique
- Ger-Lo-Fiiire: Flammes Volantes
- Rag-Flash-Zaaap: Flammes Incendiaires.

### Saison 2
- Wir-Crow-Gaaal: épouvantails abominables
- Fir-Road-Ziiik: télétransportation
- Lon-Sand-Fouaaal: vent des sables
- Fur-Speed-Zitck: super vitesse hypnotiques
- Tir-Cage-Klang: cage enveloppante
- Psch-Pschht-Zaan: fumée insecticide
- Bram-Cloud-Luuun: barrière de nuages
- For-Green-Traassk: barrière de feuillages
- To-Rock-Biiin: barrière de cailloux
- Dark-Flash-Zooor: tempête d'éclairs.

### Saisons 3 et suivantes
- Cri-Mino-Fom: incantation de décroissance
- Cri-Snow-Zaaam: tourbillon de neige
- Ber-Ice-Riiil: tempête instantanée
- Tir-Plant-Vouul: palissade impénétrable
- Vam-Zot-Taaar: lueur aveuglante
- Bav-Hard-Aj: incantation de papotage
- Pin-Thur-Luré: incantation pour éveiller la matière

Incantations pour réveiller les insectes magiques (Doomspiders) présents dans les Diamagiques (elles comportent toutes le préfixe "Egg", signifiant œuf en anglais): 
- Egg-Dev-Flash-Briin : Diamagique de la foudre
- Egg-Nur-Silk-Faaan: Diamagique de la soie
- Egg-Rin-Wind-Treel: Diamagique du vent
- Egg-Gar-Green-Kar: Diamagique des feuilles
- Egg-Rin-True-Foool: Diamagique de la vérité

## Publication
La série a originellement été publié dans le magazine Topolino (2006) et est divisée en cinq parties :
- Wizards of Mickey (Les Origines)
- Wizards of Mickey Ⅱ : L'Età Oscura (L'Âge Obscur)
- Wizards of Mickey Ⅲ : Il male antico (Le Mal Ancien)
- Wizards of Mickey Ⅳ : Il nuovo mondo (Le nouveau monde)
- Wizards of Mickey : Le leggende perdute (La légende perdue)
- Wizards of Mickey V : La Lemuria (La Lémurie)

Elle est publiée en français dans le magazine Mickey Parade Géant à partir du numéro 297 d'avril 2007 jusqu'aù numéro 376 de mai 2020. En France la série est séparée en 14 saisons, ou parties. La première saison a également été publiée en 5 albums cartonnés (format franco-belge) aux éditions Glenat jusqu'en 2012. Des intégrales hors-série de Mickey Parade Géant consacrées à la série ont été publiées, à raison de trois tomes en 2014 (correspondant aux quatre premières parties) et quatre tomes supplémentaires (correspondant aux chapitres préquels Les Légendes Perdues et aux parties 5 à 14) en 2020. Les saisons 11 à 14 sont parues directement dans les hors séries sans publication préalable dans Mickey Parade Géant. La série est traduite en français par V. Turier à partir de la saison 5.
La série est distribuée aux États-Unis par Boom! Studios.

## Produits dérivés
La BD a fait également l'objet de produits dérivés, des cartes et des figurines. Le jeu de cartes, paru en février 2008 en Italie, a été lancé en 2009 en France par la société Iello. Il existe une extension appelée Origines et un deck de démarrage pour deux joueurs.